# Jean Richafort
Jean Richafort (1480 circa – 1547 circa) è stato un compositore fiammingo del Rinascimento appartenuto alla Scuola franco fiamminga.

## Biografia

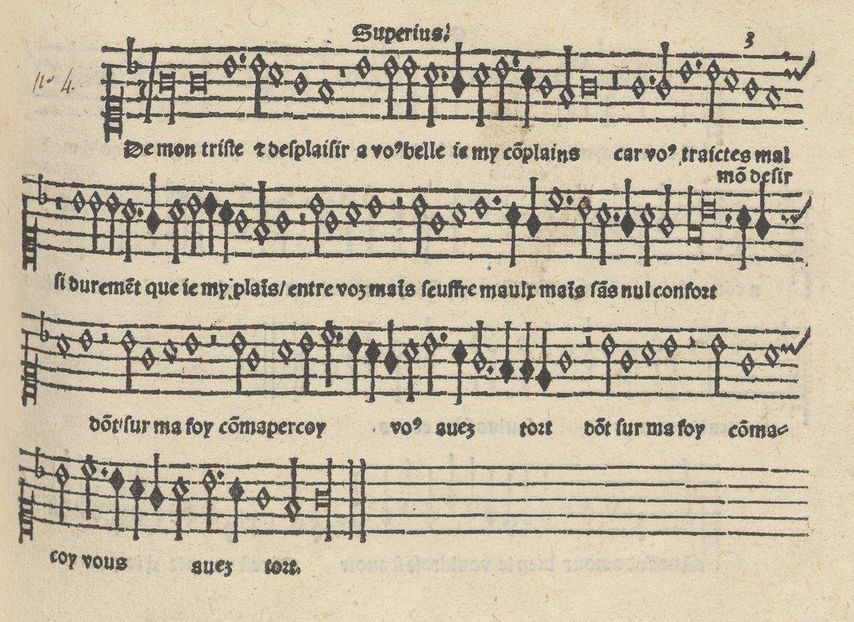
Jean Richafort - De mon triste déplaisir

Nacque probabilmente nella contea di Hainaut e la sua lingua natale sembra essere stata il francese. Potrebbe aver studiato con Josquin des Prez, anche se si tratta di una supposizione basata su alcune circostanze. Fu maestro del coro alla Cattedrale di St. Rombold a Mechelen fra il 1507 ed il 1509 e nella chiesa di St. Gilles a Bruges fra il 1542 ed il 1547, lasciando un vuoto enorme nella registrazione della propria attività. In un certo lasso di tempo fra queste date dovette essere in servizio presso la Cappella reale di Francia, visto che la sua musica è in varie occasioni connessa a re Luigi XII. Esistono inoltre delle fonti, le quali indicano che sia stato a Bruxelles nel 1531, al servizio della regina Maria d'Asburgo, la quale era reggente in quella città.
Morì, probabilmente a Bruges, nel 1547 o successivamente.
Musicalmente, Richafort fu un compositore rappresentativo della prima generazione dopo Josquin e ne seguì lo stile di in diversi modi. In alcune delle sue composizioni usò dei frammenti di opere di Josquin, come tributo all'illustre compositore. Le tecniche adoperate da Richafort sono quelle tipiche del periodo, ovvero semplice polifonia e pervasiva imitazione, ma egli fu insolitamente attento alla creazione di un testo tale, che le parole potessero essere ben comprese.
Egli compose un requiem a sei voci (Requiem in memoriam Josquin des Prez, 1532), messe, mottetti, Magnificat, due mottetti profani e chanson.

## Registrazioni
- Christus resurgens, motet (with the mass by Adrian Willaert based on it), CD Naxos 8.553211
- Requiem [in memoriam Josquin Desprez], eseguito dal Huelgas Ensemble, CD HMC 901874